# Isla Conejito
No confundir con Isla Conejo (Malvinas)
La isla Conejito(51°18′S 59°43′O / -51.300, -59.717) se encuentra frente a la costa sur de la isla de Borbón del archipiélago de las Malvinas. Administrativamente, pertenece al departamento Islas del Atlántico Sur de la provincia de Tierra del Fuego, Antártida e Islas del Atlántico Sur.
Esta pequeña isla emerge en el sector oriental de la bahía de la Cruzada y está al norte de la isla Isla Golding. Además, se ubica al oeste del seno de Borbón.